# Konstruktionsspant

Spanten, Wasserlinienriss und Konstruktionsspanten (Im Bild 1 - 20)

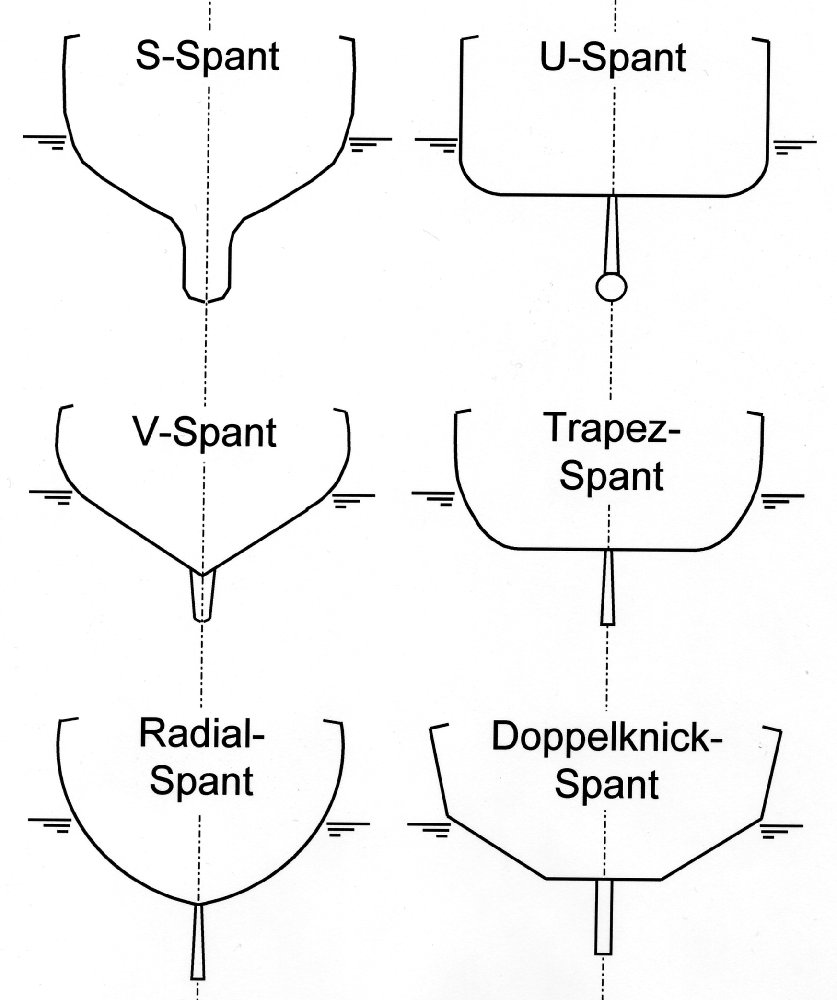
Verschiedene Spantformen

Konstruktionsspanten sind Bestandteile des Linienrisses, also der zeichnerischen Darstellung einer Bootsform. Sie entsprechen Querschnitten durch den Rumpf.
Der Ausdruck Spant stammt aus dem Schiffbau. Er bezeichnet ein tragendes Bauteil zur Verstärkung des Rumpfes bei Booten.
Mit Hilfe der Konstruktionsspanten kann der Konstrukteur das Schiff entwickeln und weiter planen. Sie werden im Linenriss zusammen mit Wasserlinien, Schnitten und eventuell Seiten gezeichnet, die zusammen die Form des Rumpfes beschreiben.
Der Spant an der breitesten Stelle des Rumpfes wird als Hauptspant bezeichnet, wobei der Begriff sowohl für die zeichnerische Darstellung als auch das Bauteil verwendet wird. Seine Form lässt Rückschlüsse auf einen Teil der späteren Eigenschaften des Schiffes wie z. B. Stabilität oder Geschwindigkeit zu. So lassen sich Bootsrümpfe nach der Form der Spanten klassifizieren. Man unterscheidet unter anderem Knickspant, Rundspant und S-Spant.
Die Position und auch die Anzahl der Konstruktionsspanten muss nicht mit der der Spanten im fertigen Schiff übereinstimmen, lediglich der Hauptspant wird üblicherweise bei Konstruktion und Bau an die gleiche Stelle gesetzt. Gerade bei einfachen Bootsformen reichen wenige Konstruktionsspanten. Die endgültige Platzierung der Spanten erfolgt auf dem Schnürboden.
Das Aufstellen hölzerner Spanten beim Bau erfolgt so, dass im vorderen Schiffsteil ihre Hinterkanten auf der als Spantposition markierten Linie stehen, im hinteren Teil die Vorderkanten. Diese Kante auf der Spantposition wird als Mallkante bezeichnet. Auf diese Weise kann man die Spanten anschmiegen (also auf der Außenseite schräg hobeln, so dass die Planken flächig und nicht nur auf einer Kante anliegen), ohne die vorher festgelegte Form des Bootes wieder zu verändern.